# Compresse
Une compresse (du Latin compressa désignant une chose pliée et serrée) est une pièce de gaze, repliée plusieurs fois sur elle-même, en carré le plus souvent, servant de petit matériel médical.
Elle est le plus souvent en gaze hydrophile tissée, parfois en coton non tissé.
La compresse sert à :
- nettoyer et à badigeonner une plaie avec du sérum physiologique ou un antiseptique,
- à recouvrir et protéger une plaie et réaliser ainsi un pansement,
- absorber du sang et assécher une plaie.

On distingue :
- les compresses stériles, utilisées en chirurgie au bloc opératoire ou lors de gestes nécessitant une grande asepsie,
- les compresses non stériles, utilisées pour nettoyer une simple plaie par exemple.

Pour le grand public, les compresses disponibles en pharmacie existent en dimensions variées. Les plus utilisées sont celles mesurant 10 cm par 10 cm et vendues en paquet.
Il existe des types de compresses adaptés à chaque usage :
- hémostatique ;
- désinfectante ;
- cicatrisante.